# Salvelinus murta
Salvelinus murta är en fiskart som först beskrevs av Saemundsson, 1908.  Salvelinus murta ingår i släktet Salvelinus och familjen laxfiskar. Inga underarter finns listade i Catalogue of Life.
Utanför parningstiden har alla individer (utom några exemplar vid sjökanten) en silverblå färg på kroppssidan med ljusa punkter. Hanar får före fortplantningen en brun kroppsfärg och gula punkter. Vita märken vid ryggfenans, analfenans och bröstfenornas framkanter saknas. Överkäkens framkant ligger bara lite före underkäkens framkant. De största exemplar är 48 cm långa.
Denna fisk förekommer endemisk i sjön Þingvallavatn i sydvästra Island. Den största delen av populationen lever i sjöns centrum och har smådjur som insektslarver och kräftdjur som dafnier och arter av släktet Cyclops som föda. Några exemplar vistas nära sjöns stränder och de äter främst fisken Gasterosteus islandicus som kompletteras med plankton. Dessa individer liknar Salvelinus thingvallensis i kroppsfärgen och utgör kanske en hittills obeskriven art. Salvelinus murta fortplantar sig för första gången när den är 3 till 6 år gammal. Några exemplar blir 21 år gamla.
Vid sjön som ligger i en nationalpark förekommer ingen jord- eller skogsbruk. Därför är beståndet inte hotad. IUCN kategoriserar arten globalt som livskraftig.